# Limnoria sublittorale
Limnoria sublittorale is een pissebed uit de familie Limnoriidae. De wetenschappelijke naam van de soort is voor het eerst geldig gepubliceerd in 1957 door Menzies.